# Елоді Клувель
Елоді Клувель (фр. Élodie Clouvel, нар. 14 січня 1989, Сен-Прієст, Франція) — французька п'ятиборка, срібна призерка олімпійських ігор 2016 року.

## Виступи на Олімпіадах
| Олімпіада           | Дисципліна     | Місце |
| ------------------- | -------------- | ----- |
| Лондон 2012         | особиста гонка | 31    |
| Ріо-де-Жанейро 2016 | особиста гонка | 2     |
| Токіо 2020          | особиста гонка | 6     |